# Pene canino
El pene canino presenta, en comparación con la estructura general del pene de los mamíferos, una serie de peculiaridades anatómicas y funcionales que están relacionadas con el comportamiento de apareamiento de los perros. La anatomía básica del pene es idéntica en todas las especies de perros: el glande está dividido en dos secciones y, tras su inserción en la vagina de la perra, se hincha fuertemente debido al pronunciado tejido eréctil, lo que, junto con la musculatura vaginal de la perra, hace que el macho quede "enganchado" hasta 30 minutos después de la penetración. El cuerpo cavernoso del pene se transforma en gran medida en el hueso peneano en los perros.En el perro doméstico, el trastorno funcional más común del pene es el catarro prepucial, un aumento de la secreción causado por las glándulas de la zona del prepucio.

## Anatomía y fisiología

### Tejido eréctil
Como en todos los mamíferos, el pene canino tiene tres tejidos eréctiles, a saber, los dos tejidos eréctiles penianos emparejados (cuerpos cavernosos del pene, corpora cavernosa penis) y los tejidos eréctiles uretrales no emparejados (cuerpo esponjoso del pene, corpus spongiosum penis). Este último se prolonga en el glande como cuerpo esponjoso del glande (corpus spongiosum glandis). A diferencia de los humanos, la parte del pene visible durante la erección consiste exclusivamente en el glande; el cuerpo del pene con los cuerpos esponjosos permanecen ocultos bajo la piel del espacio entre los muslos y apenas se hinchan durante la erección.En la base del pene se encuentra el músculo retractor del pene (musculus retractor penis), un par de músculos lisos que permiten al perro retraer el pene dentro del prepucio.

### Glande
El glande del pene está dividido en dos partes en los perros: Detrás de la parte larga (pars longa glandis) se encuentra el "nudo o bulbo" (bulbus glandis). Este sólo se hincha tras la penetración en la vagina y garantiza que el macho permanezca unido a la perra durante algún tiempo (de 15 a 30 minutos) después de la eyaculación ("colgando"). La hinchazón está causada por el llenado del cuerpo cavernoso del glande (corpus spongiosum glandis), que en el perro, a diferencia de la mayoría de los demás mamíferos, aumenta bruscamente debido a que el músculo isquiouretralis bloquea la salida de sangre a través de la vena dorsal del pene.. Esto aumenta las posibilidades de fecundación y evita que otros miembros de la manada se apareen con la perra, al menos a corto plazo.Detrás del bulbo, el pene es muy flexible en el plano horizontal incluso cuando está erecto, lo que permite al macho desmonte mientras cuelga. 

### Cuerpo del pene
El cuerpo del pene del perro no es visible ni siquiera durante la erección. Sin embargo, su recorrido puede palparse fácilmente empezando justo detrás del bulbo entre las patas traseras hasta el ano.

### Hueso peneano y uretra
El hueso del pene (os penis) se encuentra en el cuerpo esponjoso. Esto permite al macho penetrar en la vagina de la perra incluso antes de que el pene esté hinchado. La uretra discurre por un surco abierto hacia abajo en el hueso del pene y termina en la punta más externa del pene (apófisis uretral, processus urethrae), que a veces se denomina "clítoris del glande" por su aspecto y extraordinaria sensibilidad.Justo encima de la apófisis uretral se forma una pequeña hendidura en el pene durante la erección. Esto se debe al hecho de que el extremo anterior del hueso del pene está conectado a la piel en la punta del pene a través de una estructura cartilaginosa en el interior. Si el pene se hincha durante la erección, el hueso y el cartílago mantienen el mismo tamaño y, por tanto, tiran de la piel en su "punto de unión" ligeramente hacia dentro.

### Prepucio
El prepucio del pene (praeputium penis) rodea completamente el glande cuando no está erecto. La parte posterior del prepucio está fusionada con la piel abdominal; la parte anterior, que llega casi hasta el ombligo, está libre. La hoja interna del prepucio (lamina interna) está cubierta de mucosa cutánea como el glande, la hoja externa (lamina externa) de epidermis normal y vellosa. La abertura del prepucio en la transición entre la lámina interna y la lámina externa se denomina ostium praeputiale, la transición entre el prepucio y el pene se denomina fundus praeputialis o, más raramente, fornix ("bóveda"). Entre la lámina interna y el pene se encuentra la cavidad prepucial (cavum praeputiale) en estado no erecto.El músculo par del prepucio (musculus praeputialis cranialis), un músculo liso que tira del prepucio sobre el glande, se adhiere delante del prepucio.

### Frenillo
A diferencia de los humanos, el frenillo prepucio (frenulum praeputii), que une el glande y el prepucio, se desgarra en los perros antes de la madurez sexual. La conexión anterior permanece visible como una "costura" (rafhe) a lo largo de todo el glande. Sin embargo, en casos aislados, el frenillo puede permanecer en su sitio hasta la madurez sexual e impedir entonces que el macho excave. Esta afección es poco frecuente y puede ser tratada fácilmente por el veterinario.

### Suministro de sangre, drenaje linfático e inervación
El riego sanguíneo del pene procede de la arteria y la vena peneanas (arteria y vena penis). La arteria peneana es la rama terminal de la arteria pudenda interna. Se divide en tres ramas en la base del pene: la arteria del bulbo del pene (arteria bulbi penis) alimenta el cuerpo cavernoso uretral, la arteria profunda del pene (arteria profunda penis) alimenta el cuerpo cavernoso peneano. La arteria dorsal del pene (arteria dorsalis penis) es en su mayor parte impar, recorre la cara dorsal del pene hasta la punta del mismo e irriga el glande, el prepucio y la piel que rodea el cuerpo del pene. En los perros, tiene una afluencia adicional a través de la arteria peneana anterior (arteria penis cranealis), que nace de la arteria pudenda externa. El riego sanguíneo del prepucio está asegurado además por ramas de la arteria y vena epigástricas superficiales, que también se originan en la arteria pudenda externa.Los vasos linfáticos del pene desembocan en los ganglios linfáticos inguinales superficiales (lymphonodi inguinales superficiales s. scrotales).El pene está inervado por el nervio dorsal del pene, rama terminal del nervio pudendo. Este nervio recibe fibras nerviosas simpáticas y parasimpáticas, además de las sensoriales. Las fibras parasimpáticas controlan la erección, las simpáticas la eyaculación. Además, el nervio genitofemoral y, en cierta medida, los dos primeros nervios lumbares (nervio iliohipogástrico y nervio ilioinguinal) contribuyen a la inervación del prepucio.

### Eyaculación
La eyaculación en los perros, a diferencia de los humanos, se produce en tres fases. La primera, la fracción pobre en esperma, se emite durante la penetración hasta que el pene alcanza la erección completa. La segunda fracción, rica en esperma, se libera poco después de que el pene haya alcanzado la erección completa. La tercera fracción, también pobre en espermatozoides, se libera durante el resto de la fase de suspensión y tiene, con diferencia, el mayor volumen de las tres fracciones.

## Enfermedades
Las siguientes enfermedades descritas para el perro doméstico también se aplican, al menos en parte, a otros perros.

### Catarro prepucial
El catarro prepucial está causado por el aumento de la actividad secretora de las glándulas de la hoja interna del prepucio y se manifiesta por la secreción de una secreción mucosa, turbia y blanco amarillenta por la abertura del prepucio. Se trata de la enfermedad más común del pene del perro. Se distingue de la balanopostitis por la ausencia de síntomas inflamatorios (calor, enrojecimiento, hinchazón, dolor). La causa de la enfermedad aún no está clara.El catarro prepucial leve está presente en muchos perros adultos y suele ser clínicamente insignificante. Los antibióticos no mejoran los síntomas. El enfoque terapéutico habitual es la irrigación repetida del prepucio con desinfectantes suaves como la solución de clorhexidina o sustancias calmantes como el extracto de manzanilla diluido. La castración suele provocar una disminución de la secreción.Al igual que en el caso de la balanopostitis (véase más adelante), debe descartarse la presencia de otras posibles causas, como cuerpos extraños, antes de iniciar el tratamiento sintomático del catarro prepucial.

### Balanopostitis
A diferencia del catarro prepucial, la inflamación del glande y del prepucio del pene (balanopostitis) va acompañada de síntomas claros de inflamación. La mucosa del pene y del prepucio aparece enrojecida de forma irregular; como en el caso del catarro prepucial, se segrega una secreción purulento-mucosa (mucopurulenta), dependiendo de las bacterias implicadas, blanquecina, amarillenta o verdosa, que en casos graves también puede volverse purulenta hasta fétida. En los casos más graves, la mucosa de los genitales puede adoptar una estructura superficial rugosa causada por la inflamación de los folículos linfáticos.La balanopostitis leve se trata como el catarro prepucial. Sin embargo, si los síntomas se agravan, puede ser necesaria la administración local (pomadas) o sistémica de antibióticos. Antes del tratamiento sintomático, es esencial examinar al perro para detectar problemas subyacentes, como cuerpos extraños o similares.

### Cuerpos extraños
Ocasionalmente, se encuentran cuerpos extraños en la cavidad prepucial. A menudo se trata de astillas, que penetran cada vez más debido a su estructura superficial y provocan balanopostitis. De vez en cuando, también penetran pelos en la cavidad prepucial, que también causan balanopostitis, y en el peor de los casos también pueden provocar estrangulamiento y muerte de partes del pene.

### Cálculos urinarios
Debido a que en los perros la uretra discurre por un surco del hueso del pene y, por tanto, no es muy flexible, los cálculos urinarios expulsados de la vejiga suelen atascarse en la constricción así creada, lo que provoca una obstrucción de la uretra. Si como consecuencia de ello se impide por completo la salida de la orina, el perro ya no puede excretar los productos metabólicos tóxicos contenidos en la misma, por lo que se desarrollan con bastante rapidez síntomas graves de uremia postrenal.La obstrucción completa de la uretra es una urgencia urológica. Los machos afectados intentan orinar repetidamente sin éxito, están inquietos y se lamen el pene. A medida que la enfermedad progresa, aparecen síntomas urémicos, así como cambios en el equilibrio electrolítico, que pueden provocar arritmias cardiacas y, finalmente, la muerte. El tratamiento consiste en la extirpación quirúrgica de los cálculos urinarios, así como el tratamiento de su causa.

### Fimosis
La fimosis se manifiesta en una abertura anormalmente pequeña del prepucio, que impide que el pene asome y, en casos graves, provoca también problemas para orinar. Puede ser congénita, pero también adquirida por cicatrices, procesos inflamatorios crónicos o neoplasias. La fimosis suele pasar desapercibida hasta el primer intento de apareamiento. Si es necesario, la abertura del prepucio puede ensancharse quirúrgicamente. El diagnóstico diferencial más importante es el frenillo prepucial persistente (véase más arriba).

### Parafimosis
En la parafimosis, el pene erecto ya no puede retraerse en el prepucio. Esto provoca estrangulamiento e inflamación edematosa de la parte expuesta del pene, que puede llegar a necrosar. La parafimosis es una urgencia andrológica y debe corregirse lo antes posible.La causa de la parafimosis puede ser, por un lado, una ligera fimosis y, por otro, una invaginación de la capa externa del prepucio en la cavidad del mismo, que bloquea la retracción del pene en el prepucio. El tratamiento consiste en una cuidadosa corrección manual de esta inversión con una generosa aplicación de lubricante. En casos avanzados, sin embargo, también puede ser necesaria una intervención quirúrgica.

### Enfermedades tumorales
Los tumores de pene y prepucio en perros domésticos son raros en Europa Central. El llamado tumor venéreo transmisible, un tumor maligno de transmisión sexual, se da con más frecuencia sobre todo en regiones tropicales y subtropicales, y es también el tipo de tumor en el pene del perro que se diagnostica con más frecuencia.Además, en la zona de la mucosa del pene se producen carcinomas de células escamosas, adenocarcinomas, hemangioendoteliomas malignos, fibrosarcomas, papilomas, linfomas, fibromas y hemangiomas. El prepucio puede verse afectado por todos los tumores de la piel. Los más frecuentes son los melanomas, los mastocitomas y los carcinomas de células escamosas.

### Fractura del hueso del pene
La fractura del hueso del pene es poco frecuente, pero puede provocar problemas de micción hasta retención urinaria por obstrucción o rotura de la uretra y, a largo plazo, problemas de apareamiento por la curvatura del pene. Entre las causas figuran los accidentes de tráfico, pero también los malos tratos (sobre todo patadas). La fractura se diagnostica mediante radiografías. Las fracturas no desplazadas no suelen operarse porque el pene proporciona suficiente soporte; sin embargo, puede insertarse un catéter permanente para estabilizar y asegurar el flujo de orina. Las fracturas con extremos desplazados se tratan quirúrgicamente y se fijan con alambre ortopédico. Las roturas de la uretra también deben corregirse quirúrgicamente.Durante la curación, el callo que se forma puede provocar la obstrucción de la uretra. Como alternativa a la reducción y fijación quirúrgicas, también puede considerarse la amputación del pene.

### Herpes
El virus del herpes canino puede infectar la mucosa del pene y el prepucio de los perros macho. Por lo general, se trata de una infección persistente inaparente, por lo que los síntomas clínicos sólo aparecen en raras ocasiones y de forma irregular, incluso en un perro infectado. Los brotes pueden estar provocados por el estrés así como por el tratamiento con corticosteroides, y dan lugar a una inflamación vesicular de la mucosa genital ("herpes labial"). Sin embargo, los virus se excretan a intervalos irregulares incluso sin la aparición de lesiones en el pene, por lo que los perros macho afectados pueden ser infecciosos a pesar de tener un pene de aspecto clínicamente normal. Por tanto, éstos  sólo deben utilizarse para la cría con reserva, ya que una infección herpética puede provocar la muerte del cachorro.

### Hipospadias
La hipospadias es una malformación congénita en la que la uretra no termina en la punta del pene, sino más atrás en el tronco. Esta afección es poco frecuente y normalmente no requiere tratamiento. No afecta a la libido; sin embargo, dependiendo de la gravedad, la fertilidad puede verse limitada. No obstante, como la hipospadias tiene un componente hereditario, los varones afectados deben excluirse de la reproducción. En casos graves, puede ser necesaria una intervención quirúrgica.

### Otras enfermedades
Además de la hipospadias y el frenillo prepucial persistente, se han descrito otras afecciones familiares: la deformación del hueso del pene puede provocar desde la incapacidad para aparearse hasta la necrosis del glande. El acortamiento congénito del prepucio también se describe como familiar y también puede causar lesiones del pene hasta la necrosis debido a la desprotección del glande.